# 村正みかど
村正 みかど（むらまさ みかど、アルファベット表記：MURAMASA MIKADO、1975年2月12日 - ）は、日本の男性漫画家。
創作集団「武礼堂」所属の漫画家。武礼堂とは村正が韓国で漫画を描くために設立した会社で、社長に張綜哲、副社長にはまむらとしきりがつき、村正は会社所属の漫画家という立ち位置である。

## 経歴
初の単行本は村正帝名義で発行した『超人学園ゴウカイザー』のコミカライズである。以降はヒット出版社にて成年向け漫画作品を掲載していたが、1999年頃に韓国でも漫画を発表するために創作集団・武礼堂を設立し、ソウル文化社の雑誌にて『CAVALIER』を執筆した。これは韓国国内において外国人が漫画を「描き下ろす」初の試みであった。ちなみに村正は生粋の日本人であり、韓国での漫画掲載は漫画の翻訳が本業である張綜哲（武礼堂社長を務める）の協力で実現していた。
2001年以降はヒット出版社での連載も再開し、2つの国を跨いでの掲載をしていた。またこの頃から「裏村正みかど」名義で自身の経験を面白おかしく描いた『ハイブロウ男爵』を連載作品と同時に掲載した。この作品からは「神にでもなった貯金」や「ラゴジルコンフ」等が登場した。
2009年からNHK『ニュースウオッチ9』のホームページ上にて「春ちゃんの気象豆知識」を連載、2010年から2011年まではNHKのサイトの「NHKニュース『気象災害情報』」のページにも登場していた。
2014年より、ビッグコミックスピリッツでアダルトゲームの内幕を描いた漫画、『エロゲの太陽』の連載を開始する。
2018年3月より、本名の藤澤紀幸名義にてモーニングツーで『天牢のアヴァロン』の連載を開始する。以降一般向け作品では本名名義での発表が主となる。
2022年8月末にリニューアルしたCOMICペンギンクラブにて久々に成年漫画を執筆掲載、リニューアル号の同年10月号から2023年11月12月合併号までほぼ毎号掲載したのち、2024年9月号から2025年1月号まで掲載。

## 作品リスト

### 単行本
一般向け
- 超人学園ゴウカイザー（徳間書店、1996年） ※「村正帝」名義
- レッする!アイドル（キルタイムコミュニケーション、2001年） 全4巻　※「武礼堂」名義
- ナースなフリして（竹書房、2007年）　※「武礼堂」名義
- ももいろ女医ごっこ（竹書房、2008年）　※「武礼堂」名義
- レッする!ジ・アンダーグラウンド（キルタイムコミュニケーション、2009年） 全4巻　※「武礼堂」名義
- 快感少女・ナックルズ（小学館、2013年） 全4巻　※「武礼堂」名義。第4巻に「ある日突然モンスター娘の王様になったんだけど何か質問ある?」を併録
- エロゲの太陽（原作：はまむらとしきり、小学館、ビッグコミックスピリッツ、2014年 - 2015年）全4巻
- 天牢のアヴァロン（原作：浜村俊基、講談社、月刊モーニングtwo、2018年3月 - 2020年2月）全4巻　※「藤澤紀幸」名義
- 新約・リボンの騎士（『リボンの騎士』（原作：手塚治虫）のトリビュート作品、マイクロマガジン社、テヅコミ、2018年 - 2020年）全3巻　※「武礼堂」名義
- 呪剣の姫のオーバーキル（原作：川岸殴魚、小学館、やわらかスピリッツ、2021年 - 2022年）全3巻　※「藤澤紀幸」名義
- まおきん～女子校教師の俺の金玉に魔王が宿った件～（原作：あずまたけし、講談社、ヤンマガWeb、2023年12月28日 - 2024年5月23日、全18話）全2巻　※「藤澤紀幸」名義

成人向け
- ポニィテイル（ヒット出版社、1999年） ISBN 978-4-89465-086-2
- 放課後セブン
  - 上（ヒット出版社、2001年） ISBN 978-4-89465-190-6
  - 下（ヒット出版社、2002年） ISBN 978-4-89465-093-0
- しるちち（ヒット出版社、2004年） ISBN 978-4-89465-267-5
- 女子校生中出し活動報告 1（辰巳出版、2023年）※電子書籍のみ
- 女子校生中出し活動報告 2（辰巳出版、2024年）※電子書籍のみ
- 女子校生孕ませ活動報告（辰巳出版、2024年） ISBN 978-4-7778-3187-6

### 単行本未収録
- Angel Bitch Crisis（小学館、2014年3月21日、モバMAN）全1話　※「武礼堂」名義
- 柴さんは犬っぽい。（原作：はまむらとしきり、小学館、2016年、モバMAN）全5話
- 愛しのこまる不動産（小学館、2017年、4コマCOMICはぐ!）全1話
- 異世界王子と運命の花嫁（原作：浜村俊基、comico、2021年）全37話　※「藤澤紀幸」名義